# Mabel Wellington Jack
Mabel Wellington Jack (1899–1975) foi uma gravurista americana. O seu trabalho encontra-se incluído nas colecções do Museu Smithsoniano de Arte Americana, do Metropolitan Museum of Art, da National Gallery of Art, em Washington e do Princeton University Art Museum.